# Demografische Dividende
Die demografische Dividende bezeichnet in der Demografie und der Ökonomie den möglichen wirtschaftlichen Nutzen, der sich durch die entwicklungsbedingte Veränderung der Altersstruktur eines Staates erzielen lässt.
Der Begriff wurde geprägt von David Bloom und David Canning von der Harvard University.

## Hintergrund
Eine demografische Dividende kann insbesondere dann eintreten, wenn die Sterblichkeit und insbesondere die Kindersterblichkeit gesunken ist, die Fruchtbarkeit aber zumindest eine Zeit lang unverändert hoch geblieben ist, wie dies zum Beispiel für die Anfangsjahre der Babyboomer-Generation zutrifft. Die Situation, die sich bei Eintritt der betreffenden Generation ins Erwerbsalter präsentiert und eine Verringerung des Abhängigenquotienten mit sich bringt, wird von einigen Autoren als demografischer Bonus bezeichnet. Diese Situation bietet das Potenzial, tatsächlich eine demografische Dividende einzufahren, birgt aber zugleich Risiken, wenn es nicht gelingen sollte, wirtschaftlichen Nutzen daraus zu ziehen. So wird der Geburtenüberschuss der Babyboomer-Generation teils auch für Massenarbeitslosigkeit und Unterbeschäftigung verantwortlich gemacht.
Die wirtschaftliche Dividende wird auch als Erklärungsmodell für den wirtschaftlichen Erfolg der asiatischen Tigerstaaten herangezogen.
Die OECD stellt folgende Faktoren als Voraussetzung für das Erreichen einer demografischen Dividende heraus:
1. ein quantitativ und qualitativ hoher Bildungsstand,
2. ein Arbeitsmarkt mit geringer Arbeitslosigkeit,
3. ein geeignetes makroökonomisches Umfeld,
4. eine Öffnung nach außen und
5. ein hoher sozialer Zusammenhalt.

Eine demografische Dividende kann verschiedenen Personengruppen oder Institutionen zugutekommen: etwa der vorangehenden Generation (z. B. in Form höherer Renten pro Person), der zahlenreichen Generation selbst (z. B. in Form von Sparraten oder Rücklagenbildung aufgrund von geringen Verbindlichkeiten für die ältere Generation), Investoren (z. B. Gewinne aufgrund einer kaufkräftigen Nachfrage seitens erwerbstätiger Konsumenten oder Einsparungen aufgrund eines Lohndrucks durch ein breites Angebot auf dem Arbeitsmarkt), dem Staat (z. B. Schuldenabbau durch höhere Steuereinnahmen und durch geringere Sozialausgaben an Nichterwerbstätige) oder einer Kombination hiervon. Gesellschaftliche und gesetzliche Rahmenbedingungen spielen in der Frage der Verteilung einer demografischen Dividende eine wesentliche Rolle.